# Portugal ved sommer-OL 1928
Portugal deltager i Sommer-OL 1928 i Amsterdam. 31 sportsudøvere fra Portugal, alle mænd, deltog i otte sportsgrene under Sommer-OL 1928 i Amsterdam. Portugal kom på en delt 32. plads med en bronzemedalje.

## Medaljer
| 1928     | Guld | Sølv | Bronze | Total |
| Portugal | 0    | 0    | 1      | 1     |

## Medaljevindere
| Portugal ved sommer-OL 1928 i Amsterdam | Portugal ved sommer-OL 1928 i Amsterdam                                                               | Portugal ved sommer-OL 1928 i Amsterdam | Portugal ved sommer-OL 1928 i Amsterdam |
| Medaljer                                | Udøver                                                                                                | Sport                                   | Øvelse                                  |
| --------------------------------------- | --- | --------------------------------------- | --------------------------------------- |
| Bronse                                  | Paulo d'Eça Leal Mário de Noronha Jorge de Paiva João Sassetti Frederico Paredes Henrique da Silveira | Fægtning                                | Kårde, holdkonkurrence                  |

## Links
- http://www.aafla.org/5va/reports_frmst.htm Arkiveret 4. februar 2012 hos  Wayback Machine
- den internationale olympiske komites database for resultater under OL (engelsk)